# Guillaume De Block
Guillaume (Willem) De Block (Anderlecht, 9 april 1763 – Maastricht, 24 oktober 1825) was een Zuid-Nederlands politicus en koopman.

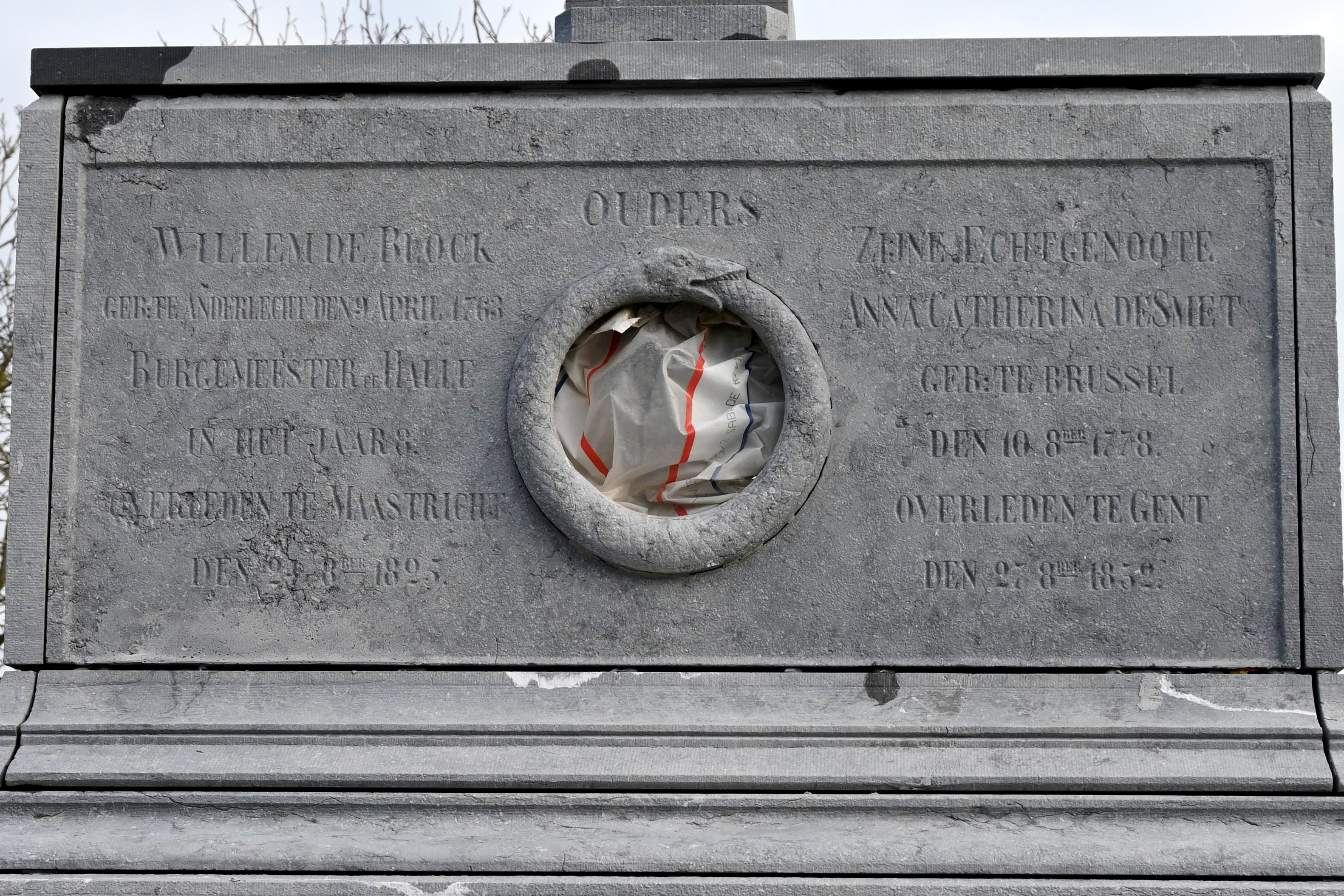
Detail van het mausoleum, opgericht door Joseph De Block, zoon van Guillaume (foto: Daniël Van den Berghe)

## Levensloop
De Block was een zoon van Pierre De Block en Philippine Vandevoorde. Hij trouwde met Anne Catherine Desmet.
Als commissaris in Franse loondienst voor het kanton Halle, met zekerheid vanaf oktober 1798, zou hij betrokken raken bij de Boerenkrijg.
Op het monumentale familiemausoleum te Boekhoute (Assenede), opgericht door zijn zoon Joseph, lezen we dat hij later burgemeester was van Halle in het jaar 8 van de Eerste Franse Republiek (23 september 1799 - 22 september 1800). Wie hem opvolgde is niet duidelijk. Vanaf 1804 zijn de burgemeesters van Halle bekend.
Later verhuisde De Block met zijn gezin naar Gent, waar hij actief was als koopman en ontvanger van de Brusselse loterijen.
Hij was de vader van Joseph De Block, senator en burgemeester van Boekhoute.